# 이사하야정
이사하야정(諫早町)은 나가사키현 기타타카키군의 중부에 있던 정이다. 

## 역사
- 1889년 4월 1일 - 정촌제 시행에 의해 기타타카키군 이사하야정이 성립하였다.
- 1923년 4월 1일 - 기타이사하야촌, 이사하야촌과 합병해 새로운 이사하야정이 성립하였다.
- 1940년 9월 1일 - 이시하야정, 오구리촌, 오노촌, 우키촌, 마쓰야마촌, 모토노촌, 나가타촌과 합병, 시로 승격해 이시하야시가 성립하여, 이사하야정은 소멸하였다.

## 교통

### 철도
- 일본국유철도
  - 나가사키 본선
  - 오무라선

## 참고문헌
- 角川日本地名大辞典 42 長崎県